# 高碑店市
高碑店市（こうひてん-し）は中華人民共和国河北省保定市に位置する県級市。

## 歴史
832年（大和6年）、唐朝が范陽県より分割新設された新城県を前身とする。当初は県治は現在の新城鎮に設置された。唐末に廃止されたが、五代十国時代の929年（天成4年）、後唐により再設置された。モンゴル帝国が成立すると1230年に新泰州に昇格したが、1235年には再び新城県に降格、涿州の管轄とされた。
1958年に廃止され涿県に編入されたが1962年に再設置、1969年には県治が高碑店鎮に移転、1993年に県級市に改編される際に県人民政府の所在地から高碑店市と改称され現在に至る。

## 行政区画
- 街道:和平街道、軍城街道、東盛街道、北城街道、興華路街道
- 鎮:方官鎮、新城鎮、泗荘鎮、辛立荘鎮、東馬営鎮、辛橋鎮、肖官営鎮、張六荘鎮、梁家営鎮

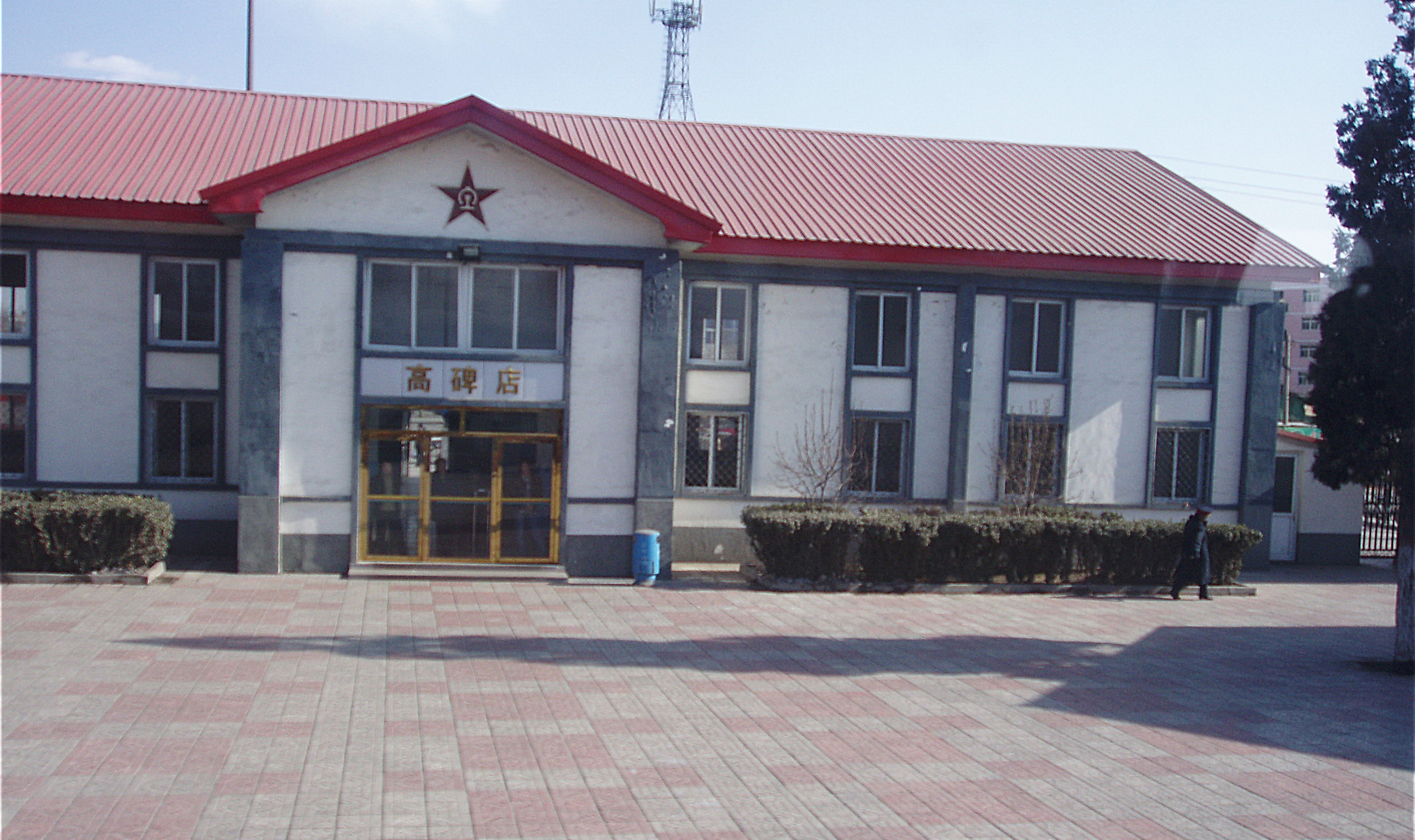
高碑店駅